# Hotelldöd
Hotelldöd är en bok med tre deckarnoveller utgiven 2001. Författare är Björn Hellberg. Boken finns utgiven i lättläst version (LL). Huvudperson i berättelserna är polisen Sten Wall.